# Plagiohammus spinipennis
Plagiohammus spinipennis là một loài bọ cánh cứng trong họ Cerambycidae.